# Ровок
Ровок (укр. Ровок, Рівок) — река на Украине, протекает по территории Деражнянского района Хмельницкой области и Барского района Винницкой области. Левый приток реки Ров (бассейн Южного Буга).
Длина реки 33 км, площадь бассейна 298 км². Долина V-образная, шириной 0,5-0,7 км. Пойма двухсторонняя. Русло слабоизвилистое, глубиной 0,5-1,5 м. Уклон реки 0,92 м/км. На реке сооружено несколько прудов, крупнейший из которых — озеро Гармаки.
Ровок берёт начало западнее села Мазники. Течёт в пределах Подольской возвышенности на восток и (в нижнем течении) на юго-восток. Впадает в Ров севернее села Шершни, в 5 км к западу от города Бар.